# Suchoj Su-15
Suchoj Su-15 (v kódu NATO „Flagon“) byl sovětský dvoumotorový stíhací letoun z poloviny 60. let 20. století, jehož první prototyp vzlétl 30. května 1962. Do výzbroje byl zařazen roku 1967, kde nahrazoval typy Su-9 a Su-11. V průběhu doby byl letoun postupně modernizován a byly produkovány různé verze. Ve službě zůstal do 90. let.

## Vývoj

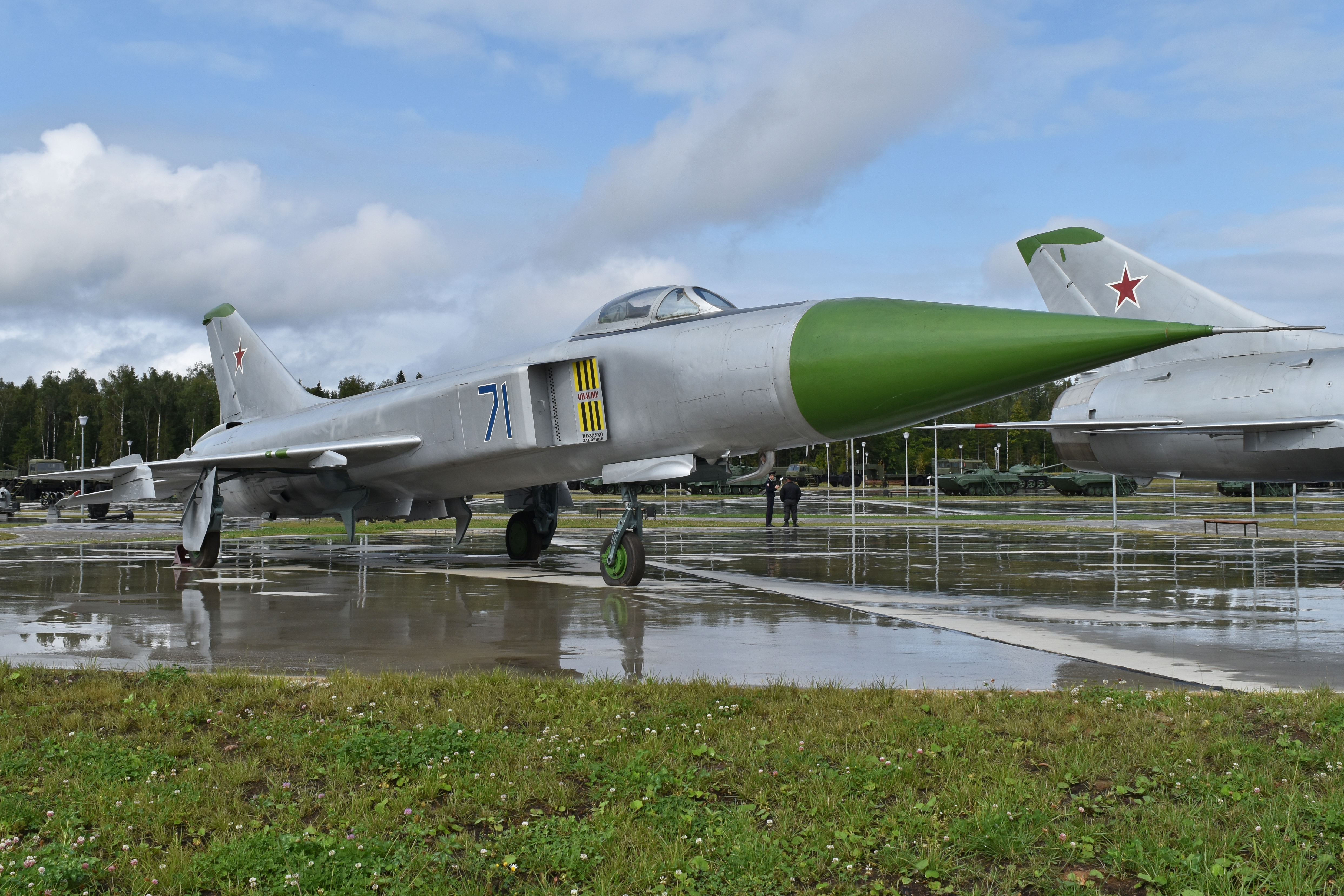
Suchoj Su-15 Flagon-A v muzeu v Kubince v Moskevské oblasti

Po zjištění různých limitů dřívějších typů Su-9 a Su-11 v případě zachycení bombardérů Boeing B-52 Stratofortress, hlavně ohledně radarových možností a výkonu letadel, v OKB Suchoj zahájili vývoj překonstruovaného a schopnějšího letadla. Vznikla řada vývojových typů včetně T-49, které sdílely trup Su-9 (včetně konfigurace s jediným motorem), ale už používaly vstupní ústrojí po stranách letounu, aby se dal do nosu letounu namontovat radar RP-22 Orjol-D („Orel“) a T-5, což byl v podstatě značně upravený Su-11 s rozšířenou zadní částí trupu, kde byly zamontované dva motory Tumanskij R-11.
Z těchto konceptů vznikl T-58, který kombinoval dva motory s upravenou verzí nosu T-49, ale se vstupním ústrojím více vzadu za kokpitem. Pro výrobu byl schválen 5. února 1962 jako Su-15 a prototyp poprvé vzlétl 30. května 1962. Testování začalo 5. srpna 1963, ale jeho vstup do služby byl zpožděn politickým bojem s konstrukční kanceláří Jakovlev o kapacitu výrobní linky v Novosibirsku, kde se také vyráběl Jak-28P. Su-15 se ukázal být výborný ve většině ohledech kromě doletu a oficiálně byl schválen 3. dubna 1965. Sériová výroba začala následující rok, do služby u protivzdušné obrany vstoupil v roce 1967 a začal nahrazovat typy Su-9, Su-11 a Jakovlev Jak-25. Počáteční verze Su-15 obdržela zpravodajské jméno NATO „Flagon-A“. V roce 1970 vstoupila do služby zjednodušená cvičná verze Su-15UT (NATO „Flagon-C“), bez radarových nebo bojových schopností.
Počáteční Su-15 s delta křídlem měly špatné vzletové a přistávací vlastnosti, a tak byla zkoumána nová konstrukce křídla s prodlouženými konci (zvyšující nosnou plochu) a jinými klapkami. Su-15 s novým křídlem vstoupil do výroby v roce 1969. NATO ho označilo “Flagon-D”, ačkoli sovětské označení se nezměnilo.
V roce 1969 začalo také testování vylepšeného Su-15T radarem Volkov Taifun („Tajfun“), který byl založen na výkonném radaru MiGu-25 RP-25 Směrč-A („Tornádo“) (NATO „Foxfire“). Taifun se však ukázal jako problematický a poté, co bylo postaveno pouhých 10 letadel byla výroba zastavena. V prosinci 1971 jej následoval Su-15TM (NATO „Flagon-E“) s vylepšeným radarem Taifun-M (NATO „Twin Scan“) a kontejnerem pro kanon UPK-23-250 nebo rakety vzduch-vzduch R-60 (AA-8 „Aphid“). Aerodynamické nároky si vynutily úpravy radomu s ogiválním tvarem a přinesly nové zpravodajské jméno NATO „Flagon-F“, i když sovětské označení se opět nezměnilo. Srovnatelný bojeschopný cvičný letoun Su-15UM (NATO „Flagon-G“) přišel v roce 1976. Konečná verze Su-15UM, poslední vyráběný Su-15, přišla v roce 1979.
Další návrhy na modernizovaný Su-15 s lepšími motory a aerodynamikou, který by uspokojil požadavky protivzdušné obrany na taktický stíhač dlouhého doletu, byly odmítnuty ve prospěch stíhačky MiG-23.

## Varianty
- Su-15 – základní verze letounu a jeho prvního prototypu.
- Su-15VD – experimentální vývojový typ STOVL s křídly ve tvaru dvojité delty.
- Su-15U – cvičná dvoumístná verze
- Su-15F – první skutečně sériová verze
- Su-15TM – vylepšená verze z roku 1971
- Su-19 – plánovaná verze, neuskutečnila se
- Su-21 – verze z roku 1975 s vypouklým radomem pro větší radiolokátor zajišťující omezený pohled a střelbu dolů.
- Su-21Ubis – dvoumístná cvičná verze

## Služba

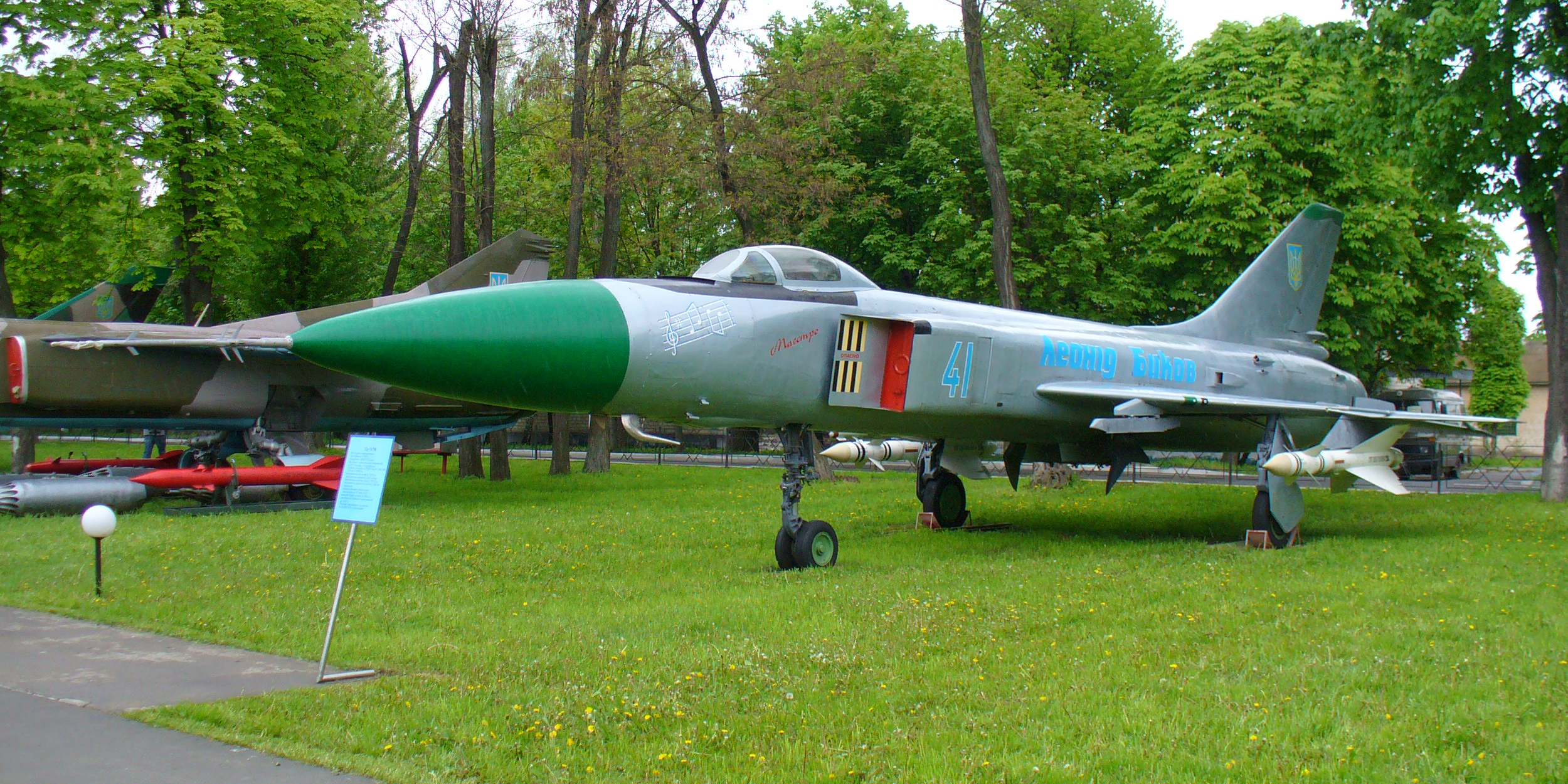
Su-15TM v muzeu ve městě Vinnycja

Su-15 tvořil významnou část záchytných sil vojsk protivzdušné obrany a byl navržen tak, aby zachytil snazší cíle, jako byly americké B-52 a U-2 nebo britské bombardéry třídy V a obtížnější cíle jako XB-70 nebo B-58 rychlejší MiG-25P. Radar Taifun letounu Su-15TM byl optimalizován proti protiopatřením, na rozdíl od jeho dosahu. Úkolem stíhače Su-15TM bylo létat pod autopilotem pomocí příkazů GCI odeslaných datovým spojem. Radar byl zapnut pouze tehdy, když se stíhač přiblížil k cíli, aby poskytl parametry cílení pro navádění raket K-8/R-8/R-98 a jeho vysoký výkon mu umožnil „propálit“ protivníkovo protiopatření. Pokud by všechno ostatní selhalo, infračervená naváděcí verze K-8 by poskytla poslední příležitost sestřelit vetřelce, spolu s jakýmkoli kanonem, který mohl Su-15 nést.
V roce 1983 sestřelil Su-15 řízenou střelou nad Sachalinem korejský Boeing 747 KAL007, přičemž zahynulo všech 269 osob na palubě letounu.

## Uživatelé
Sovětský svaz /  Rusko
- Vojska protivzdušné obrany – Rusko z prvních linií stroje vyřadilo, ale některé zůstaly uskladněny v rezervě.

 Ukrajina
- Ukrajinské letectvo

## Specifikace (Su-15TM)

### Technické údaje
- Posádka: 1
- Rozpětí: 9,34 m
- Délka: 22,03 m
- Výška: 4,843 m
- Nosná plocha: 36,6 m²
- Hmotnost prázdného stroje: 10 874 kg
- Vzletová hmotnost: 17 094 kg
- Pohon: 2× Tumanskij R-13F-300
  - Tah motoru: 2 × 40,21 kN, 2 × 64,7 kN s přídavným spalováním

### Výkony
- Maximální rychlost: 2230 km/h ve výšce 13 000 m ( M = 2,16)
- Bojový radius: 725 km
- Bojový dolet: 1 380 km
- Přeletový dolet: 1 700 km
- Dostup: 18 500 m
- Počáteční stoupavost: 228 m/s
- Plošné zatížení: 397 kg/m²
- Rychlost vzletu: 370 km/h
- Rychlost přistání: 285–295 km/h
- Délka rozjezdu: 1000–1100 m

- Délka přistání:
  - bez brzdového padáku: 1050–1150 m
  - s padákem: 850–950 m
- Maximální provozní přetížení: +6,5 g
  - s raketami R-98: +3,0 g
  - s raketami R-60: +5,0 g

### Výzbroj
- 6 závěsníků (2 trupové) s celkovou nosností 1 500 kg
  - na 2 podtrupových závěsnících kontejnery UPK-23-250 pro 23mm kanón GŠ-23L (250 nábojů)
  - řízené střely 2 × R-98M a 2 × R-60M, mohly být použity i starší střely typu R-8M nebo R-8M-1, ale pouze při zachycení cíle v ZPS
  - 2 × puma FAB-250